# Michele De Franchis
Michele De Franchis (* 6. April 1875 in Palermo; † 19. Februar 1946 ebenda) war ein italienischer Mathematiker, der sich mit Algebraischer Geometrie befasste.

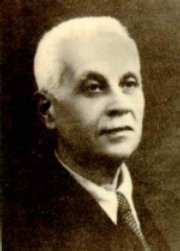
Michele De Franchis

De Franchis studierte an der Universität Palermo bei Giovanni Guccia und Francesco Gerbaldi (dessen Assistent er war) mit dem Laurea-Abschluss 1896 und lehrte ab 1905 an der Universität Cagliari (nachdem er einen Wettbewerb für einen Lehrstuhl in Analytischer Geometrie und Algebra gewonnen hatte), ab 1906 an der Universität Parma, 1909 bis 1914 an der Universität Catania, bevor er Nachfolger von Guccia als Professor in Palermo wurde.
1909 gewann er mit Giuseppe Bagnera den Prix Bordin der französischen Akademie für eine gemeinsame Arbeit über die Klassifikation hyperelliptischer Flächen.
Er war Herausgeber der Rendiconti del Circolo Matematico di Palermo und Mitglied der Accademia dei Lincei und der Akademie der Wissenschaften in Palermo.

## Schriften
- Edoardo Sernesi, Ciro Ciliberto (Hrsg.): Opere di M. De Franchis, Rendiconti del Circolo Matematico di Palermo, Suppl., 1991